# Осада Люксембурга (1794—1795)
Осада Люксембурга — осада французскими войсками люксембургской крепости, которая продолжалась с 22 ноября 1794 года по 7 июня 1795 года в ходе французских революционных войн.
Командовали осадой французские генералы Ж. Р. Моро (Jean René Moreaux) и Ж. Ж. Амбер. Защитников возглавлял фельдмаршал Б. К. Бендер.
После захвата Францией в 1684 году — крепость была восстановлена и реконструирована по плану маршала Вобана. Стены крепости считались одними из лучших в мире, поэтому французская армия не смогла взять замок штурмом. Но несмотря на это, через 7 месяцев осаждённые из-за голода вынуждены были сдаться.
Французский генерал и член Комитета Общественного Спасения Лазар Никола Карно подчеркнул: «Эта крепость уступает лишь Гибралтару». После этих событий, получило распространение название Люксембурга — «Северный Гибралтар».
Шарль-Фердинанд Веск был главным офицером, организовавшим вооружённое сопротивление против французов. Многие местные жители  присоединились к нему. Барон де Солёвр снабжал их оружием и боеприпасами.
1794 год ознаменовался бесчисленными засадами на французские войска, осмелившиеся подойти слишком близко к деревням Дифферданж, Нидеркорн и Оберкорн.
17 апреля девять французских всадников приняли роковое решение приблизиться к баррикадам близ деревни Дифферданж. Местные жители быстро отреагировали и выстрелили одному из всадников в грудь. Остальные солдаты быстро отступили. 
Вскоре последовала французская месть: 6000 солдат подошли со стороны  Оберкорна и перебили множество вооружённых крестьян. Веске удалось избежать плена но многие местные жители были жестоко убиты или взяты в заложники.
Французские войска взяли в плен большую часть населения деревни Нидеркорн. Всех их ждала ужасная участь: их заставили вырыть себе братскую могилу, а затем расстреляли в затылок. После свержения Наполеона,на месте казни был воздвигнут так называемый Французский крест или Franzousekraiz в память о многочисленных жителях деревни Нидеркорн, погибших от рук французских солдат.
В качестве трофеев французам достались 819 орудий, 16 244 единиц огнестрельного оружия, 4500 сабель, 336 857 патронов различных калибров, 47 801 снарядов, 114 704 гранат, 1 033 153 ливров.
Результатом захвата Люксембурга стала аннексия Францией Южных Нидерландов 1 октября 1795 года. Большая часть территории Люксембурга вошла в состав французского департамента Форе (Forêts), созданного 24 октября 1795 года.

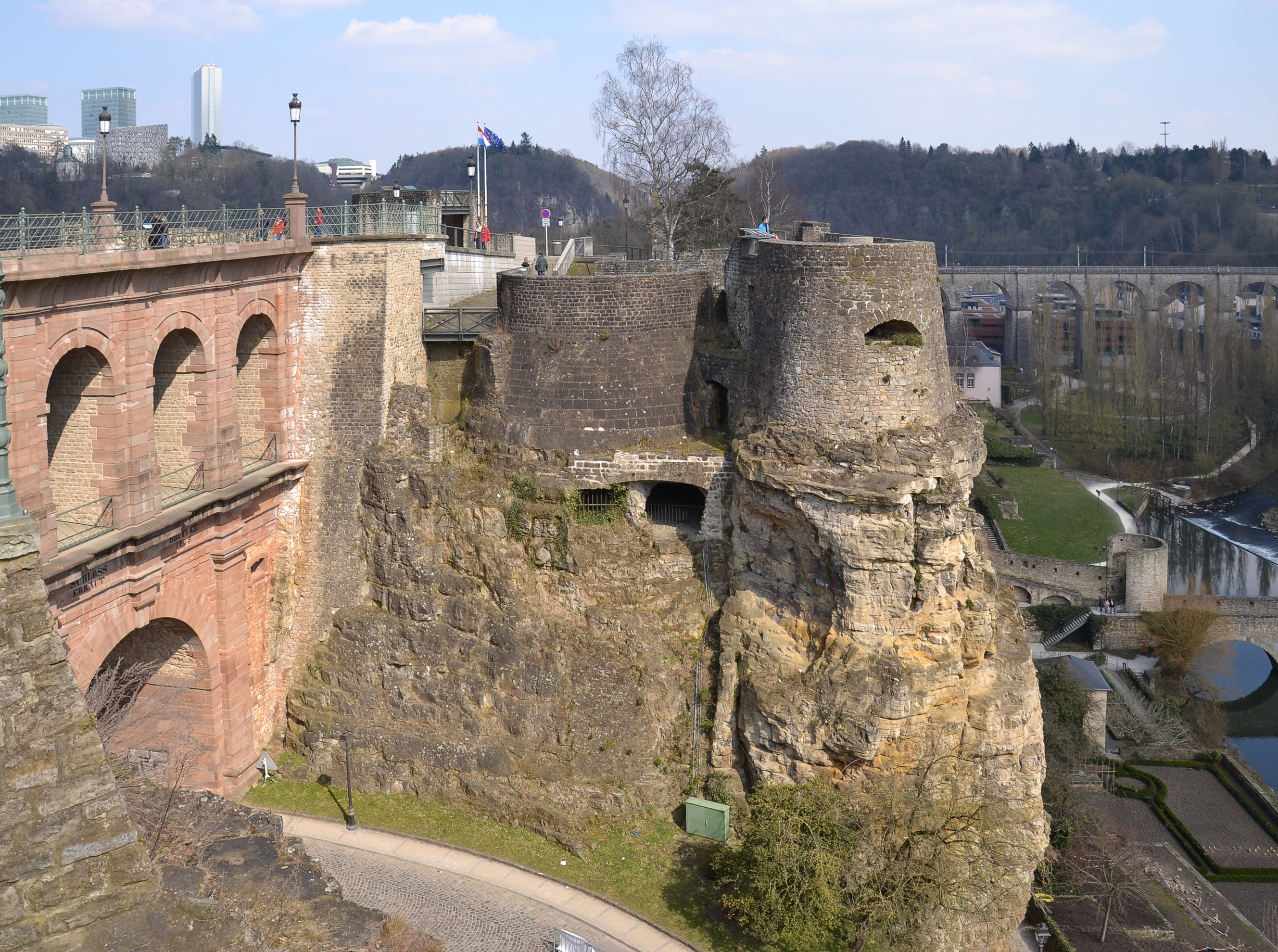
Руины замка
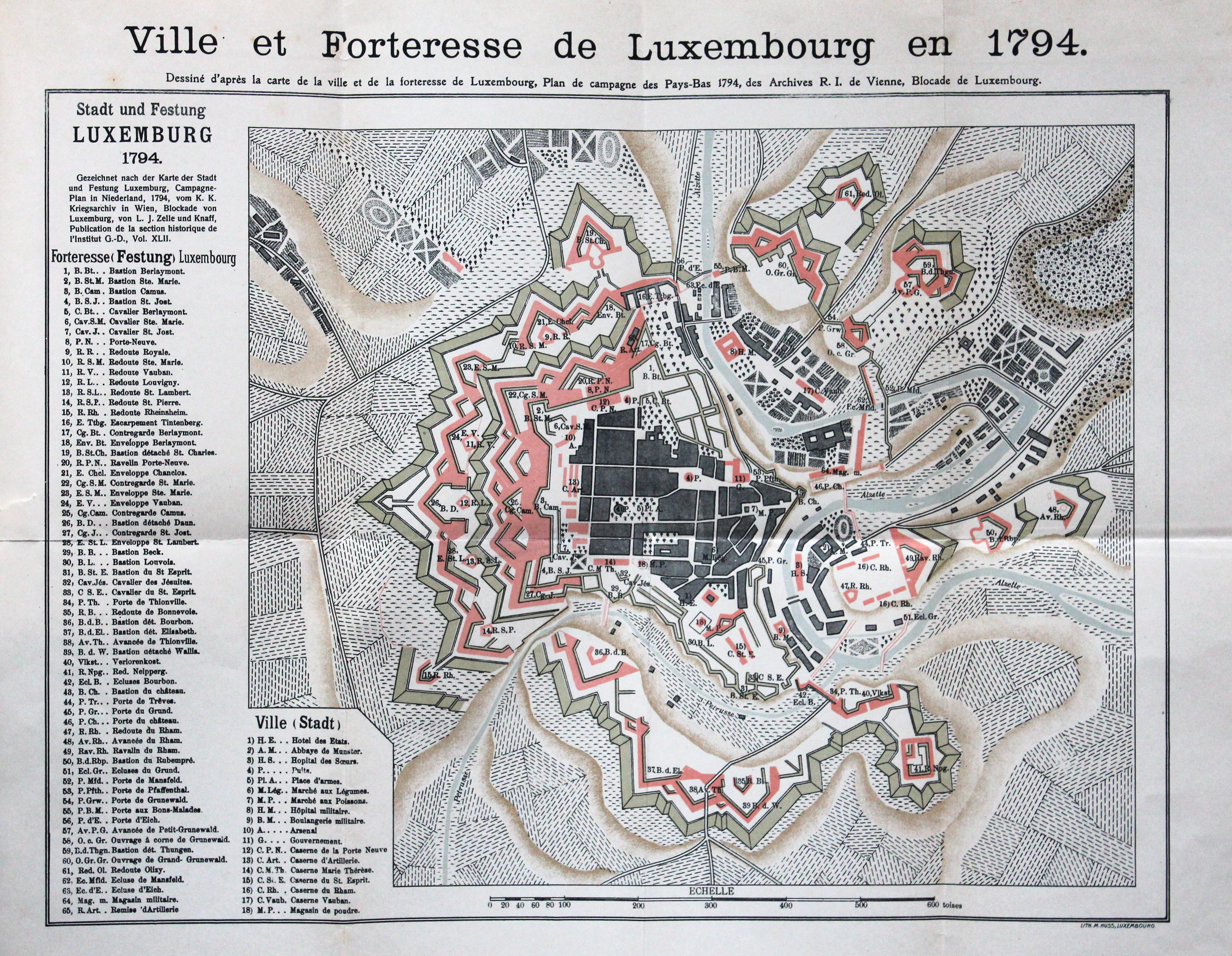
Карта крепости (1794)